# 古川雅人 (工学者)
古川 雅人（ふるかわ まさと） は、日本の機械工学者。九州大学大学院工学研究院教授。元日本機械学会流体工学部門長。

## 人物・経歴
1976年福岡県立修猷館高等学校卒業、1985年九州大学大学院工学研究科修了、工学博士。2001年日本航空宇宙学会幹事。2002年日本原子力研究所高温ガス炉技術開発研究委員会専門委員。2008年日本機械学会流体工学部門技術委員会委員長。2009年日本機械学会 流体工学部門副部門長。2010年日本機械学会流体工学部門部門長。2011年文部科学省HPCI戦略プログラム作業部会委員。

## 受賞
- ターボ機械協会賞（論文賞） 1988[3]
- 日本ガスタービン学会賞（論文賞） 2000[3]
- 日本機械学会計算力学講演会優秀講演表彰 2001[3]
- 日本機械学会賞（論文） 2003[3]
- 日本機械学会流体工学部門一般表彰（フロンティア表彰） 2004[3]
- 日本機械学会流体工学部門一般表彰（貢献表彰） 2007[3]
- 日本機械学会流体工学部門部門賞 2012[3]
- HPCIコンソーシアム優秀成果賞 2015[3]
- 日本機械学会賞（論文） 2016[3]
- 日本機械学会120周年記念功労者表彰 2017[3]
- 日本ガスタービン学会賞（論文賞） 2018[3]
- 英国機械学会Best Paper Award in the 11th International Conference on Compressors and their Systems 2019[3]
- HPCIコンソーシアム優秀成果賞 2019[3]